# Вечният евреин (филм)
Вижте пояснителната страница за други значения на Скитникът евреин.
Скитникът евреин (нем. Der Ewige Jude) е документален филм заснет с пропагандна цел в Третия Райх по инициатива на НСДАП.
Режисьорът на филма Фриц Хиплер говори за произведението си като за „симфония на ужаса и отвращението“. Гласът зад кадъра е на Хари Гизе.
Филмът разкрива нацистките възгледи за природата на юдаизма и международното еврейство. Филмът показва отделни елементи от бита и традициите на евреите във Варшавското гето, както и в Германия, Палестина и САЩ. Също така филмът отразява националсоциалистическата гледна точка за историята на евреите с тяхното разселение по света и ролята им в световните финансови дела.
|  | Тази страница частично или изцяло представлява превод на страницата „Вечный жид (фильм)“ в Уикипедия на руски. Оригиналният текст, както и този превод, са защитени от Лиценза „Криейтив Комънс – Признание – Споделяне на споделеното“, а за съдържание, създадено преди юни 2009 година – от Лиценза за свободна документация на ГНУ. Прегледайте историята на редакциите на оригиналната страница, както и на преводната страница, за да видите списъка на съавторите. ВАЖНО: Този шаблон се отнася единствено до авторските права върху съдържанието на статията. Добавянето му не отменя изискването да се посочват конкретни източници на твърденията, които да бъдат благонадеждни. |